# Bill O’Connell
Bill O’Connell (New York, 1953. augusztus 22. –) amerikai zongorista, zenekarvezető.

## Pályakép
Az Oberlin Zenei Konzervatóriumban tanult, többnyire New Yorkban, illetve Long Islanden él. Chet Baker és Sonny Rollins mellett bontakozott ki. 1982-től gyakran együttműködött és turnézott Dave Valentinnal.
Leginkább latin dzsesszt és bebopot játszik. 

## Lemezei
- 2015: The Power Of Two
- 2016: Heart Beat
- 2018: Jazz Latin